# 베일드카멜레온
베일드카멜레온(Veiled chameleon)은 예멘과 사우디아라비아의 아라비아반도가 원산지인 카멜레온의 한 종이다. 다른 흔한 이름으로는 콘헤드카멜레온(Cone-head chameleon), 예멘카멜레온(Yemen chameleon)이 있다. 그들은 파스텔 그린으로 태어났고 머리에 독특한 주머니가 없다. 그들은 이것을 기를 뿐만 아니라 성숙함에 따라 더욱 다채로워진다. 그들은 공격성, 사회적 지위, 번식, 스트레스를 포함한 다양한 요인들로 인해 다양한 색깔의 변화로 알려져 있다. 암컷은 약 5년, 수컷은 약 8년을 살고 일년에 몇 번 번식한다.

## 묘사

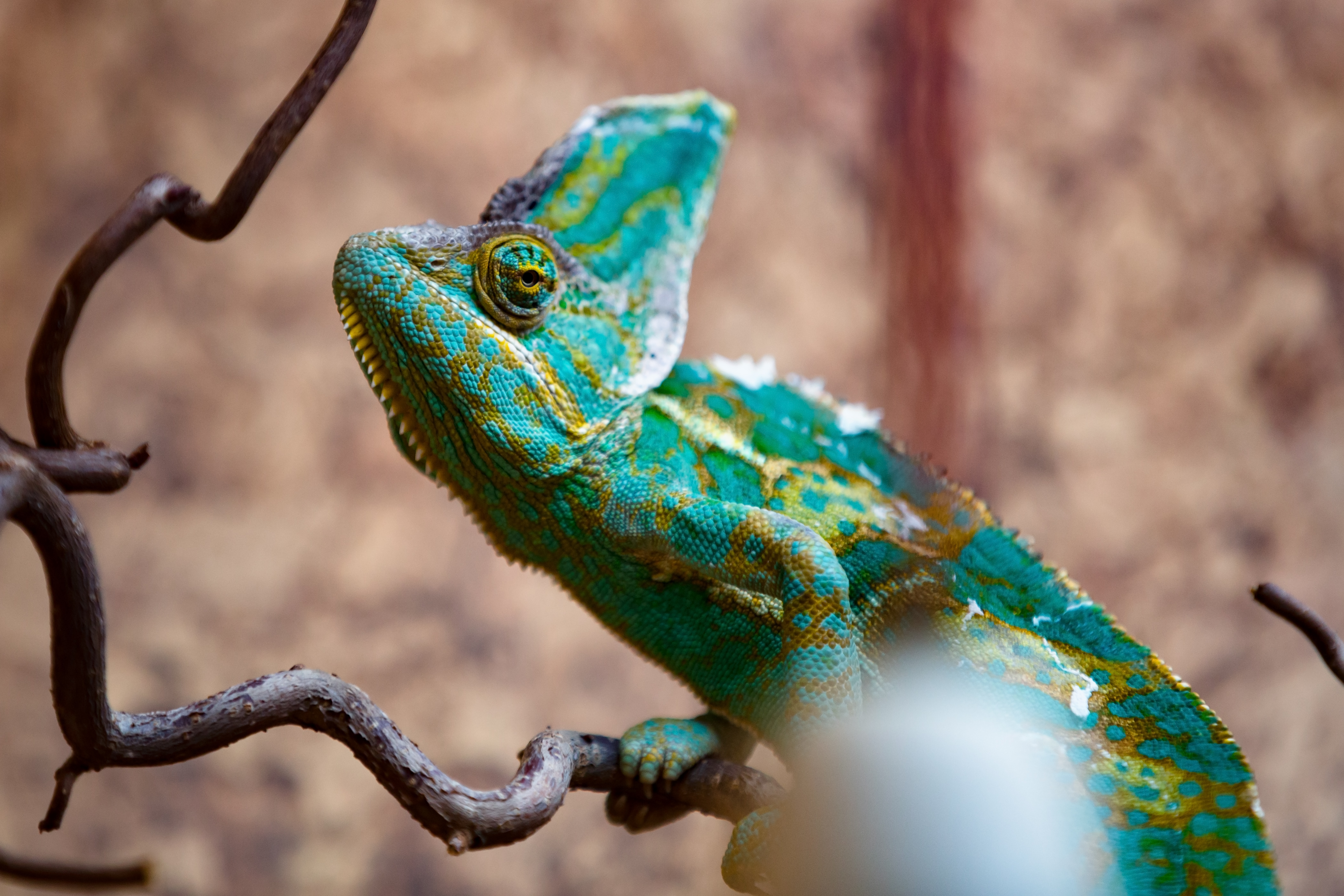
오스트리아 빈의 베일드카멜레온

수컷은 주둥이에서 꼬리 끝까지 길이가 43~61cm이다. 암컷은 35cm 이하로 더 짧지만, 두꺼운 몸을 가지고 있다. 두 암컷 모두 머리에 카멜레온이 성숙함에 따라 커지며, 가장 큰 어른들은 약 5cm에 이른다. 새로 부화한 자손은 파스텔 그린에서 태어나 성숙함에 따라 줄무늬와 다양한 색깔이 생긴다. 다 자란 암컷은 녹색에 흰색, 오렌지색, 노란색, 또는 황갈색 얼룩이 있다. 다 자란 수컷은 더 밝은 색에 노란색 또는 파란색 띠가 있고, 약간의 얼룩이 있다.
색은 사회적 지위를 포함한 여러 요인에 의해 영향을 받을 수 있다. 실험 조건에서, 고립되어 자란 어린 베일에 싸인 카멜레온은 다른 개체와 함께 자란 카멜레온에 비해 색이 어둡고 칙칙하게 발달했다. 암컷은 번식기의 과정에 걸쳐 색이 변한다. 카멜레온은 또한 스트레스를 받으면 훨씬 더 어두운 색으로 변하는 경향이 있다.

## 서식지 및 분포
베일드카멜레온은 수목성 종이다. 기후가 반 건조하고 열대 기후인 남서부 아라비아반도가 원산지이다. 스트레스에 매우 민감해서 감금되어 치료하기 어려운 종이 된다.
이 카멜레온은 고원, 산, 계곡 등 토착 지역의 다양한 서식지 유형에서 살고 있다. 대부분의 다른 카멜레온과 마찬가지로 수목형이며 나무와 다른 큰 식물에서 산다. 일반적으로 24~35°C 사이의 따뜻한 온도를 선호한다.

## 먹이
베일드카멜레온은 주로 식충성이다. 다른 카멜레온들처럼, 베일드카멜레온은 큰 먹이를 잡는 능력이 있지만, 그들의 먹이는 주로 작은 먹이로 이루어져 있다. 하지만, 카멜레온은 식물 물질을 섭취하는 것으로도 알려진 여러 카멜레온 종 중 하나이다. 카멜레온은 아마도 건기에 물의 원천으로 사용될 것으로 여겨진다.

## 질병
베일드카멜레온은 많은 파충류들과 마찬가지로 안구 감염에 취약하다. 비슷한 피하 붓기는 박테리아 또는 곰팡이 종기, 기생충 감염, 그리고 (거의) 신생물과 관련될 수 있다.
사육 중인 어린 베일드카멜레온은 영양 대사성 골질환이 자주 발생하지만, 자외선에 노출되는 Ca, 비타민 A, 비타민 D, 콜레칼시페롤 등의 식이 보충제를 섭취하면 발병하지 않는다.
사육 중인 베일드카멜레온은 저비타민증 A, 고비타민증 A, 신부전, 디스토시아(알을 낳는 실패), 호흡기 문제(보통 부적절한 습도로 인해), 기생충 감염 및 구강 문제와 같은 질병이 발생하는 경향이 있다. 과도한 UVB 방사선으로 인해 각막 손상이 발생할 수도 있다.

## 사육장
베일드카멜레온은 애완동물 거래에서 가장 흔한 카멜레온 종이다. 이 종은 거의 30년 동안 감금되어 사육되어 왔다. 베일드카멜레온은 다른 카멜레온 종보다 포획 조건에 더 관대하지만, 여전히 건강을 유지하기 위해 애완동물에게 도전적이다.

## 조사
카멜레온은 나무 위의 서식지(잡는 데 쓰이는 갈라진 손과 발, 잡기 쉬운 꼬리, 발사체 혀, 독립적으로 움직이는 눈, 그리고 옆으로 압축된 몸)에 적합한 해부학을 가지고 있기 때문에, 베일드카멜레온은 기능적 형태학과 진화 발달 생물학 (ev-devo) 연구의 떠오르는 모델이 되고 있다. 2019년의 연구는 베일드카멜레온이 진화 및 발달 연구의 자원으로 사용할 수 있도록 주석이 달린 다중 조직 전사체를 조립했다.
베일드카멜레온은 현재 파충류 양막류에서 포유류와 조류 종으로의 진화적 전환을 연구하기 위한 실험 모델로 사용되고 있다.
비늘이 있는 파충류는 살아있는 모든 양막류 (육상의 알을 낳는 동물)의 약 3분의 1을 차지한다. 이 종들의 대부분은 난자가 있는 시기에 발달 후기에 있다. 그러나 베일에 싸인 카멜레온은 예외이다. 그들은 쉽게 번식하고, 번식 주기를 유도하기 위해 냉각 기간이 필요하지 않으며, 암컷은 일년에 여러 번 약 45~90개의 알을 낳는다. 따라서, 생산적인 번식 집단을 형성하는 데 필요한 동물은 거의 없다. 이것은 그들을 발달과 진화 현상을 연구하기 위한 훌륭한 모델 유기체로 만든다.
어린 카멜레온은 미궁 턱 부위에 다첨가 치아가 있고 단순한 단첨가 치아가 우둔하게 있는 이질 치열을 가지고 있다. 카멜레온 치아는 또한 턱의 뼈에 강직하게 결합된 아크로돈트이다. 상아질 세포는 구강 밖으로 치아와 뼈가 모두 돌출되어 기능 단위로 작용하면서 상아질을 지지 뼈와 연결하는 프레덴틴 층을 생성한다. 이것은 카멜레온을 생리학적, 병리학적 조건에서 치아-뼈 계면에서의 분자적 상호 작용을 연구하기 위한 정보를 제공하는 데 유용하게 만든다.

## 갤러리

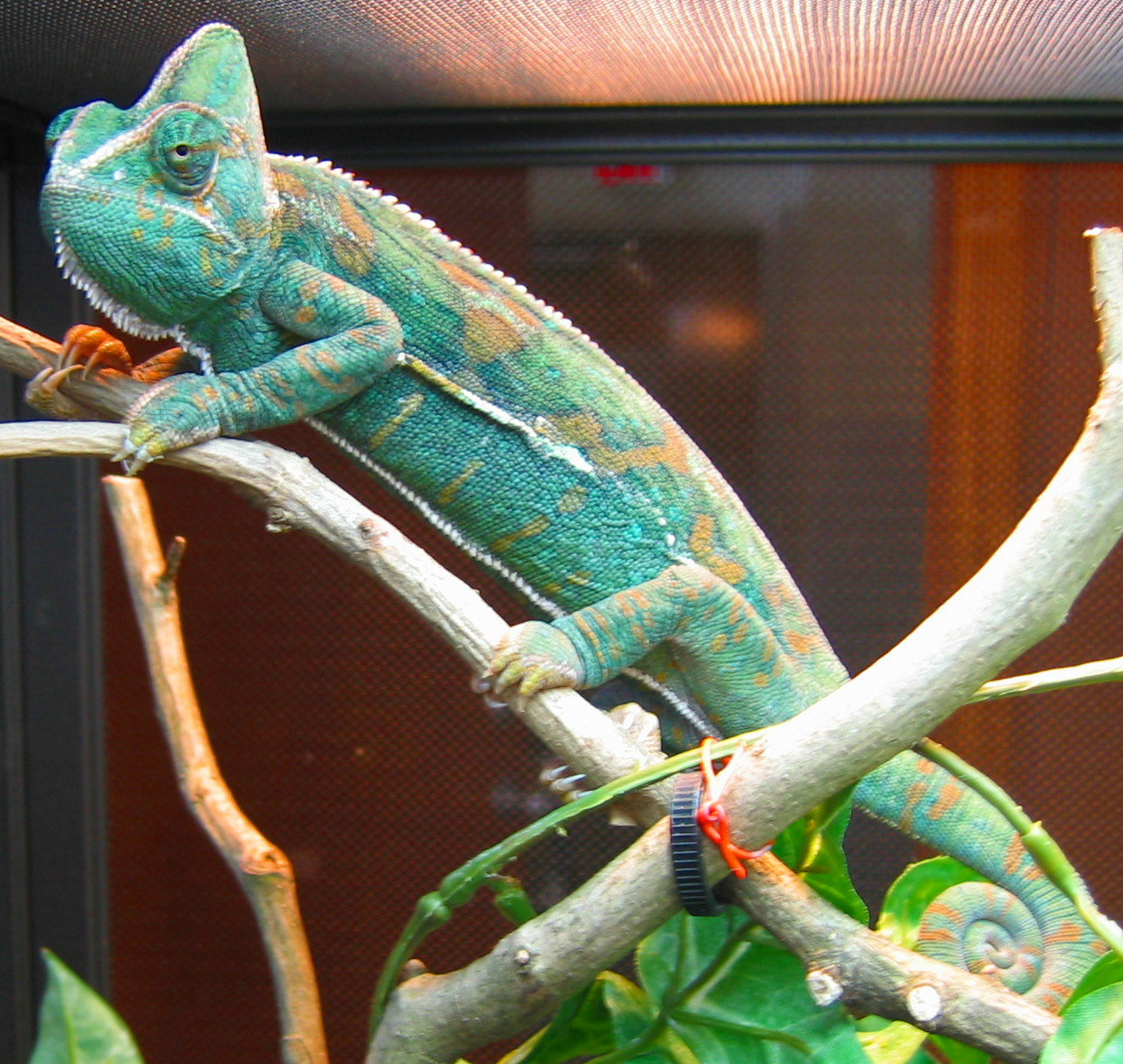
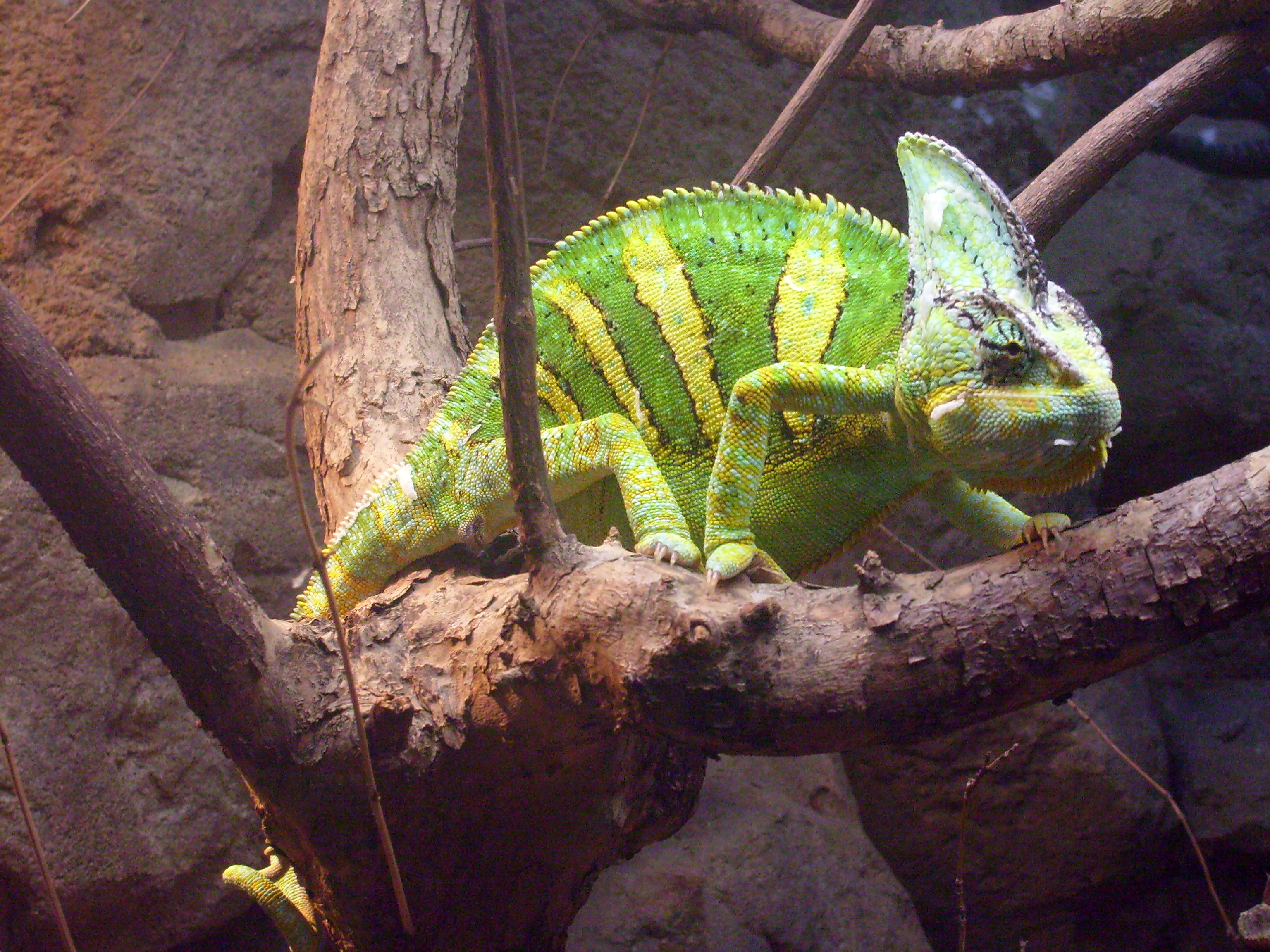
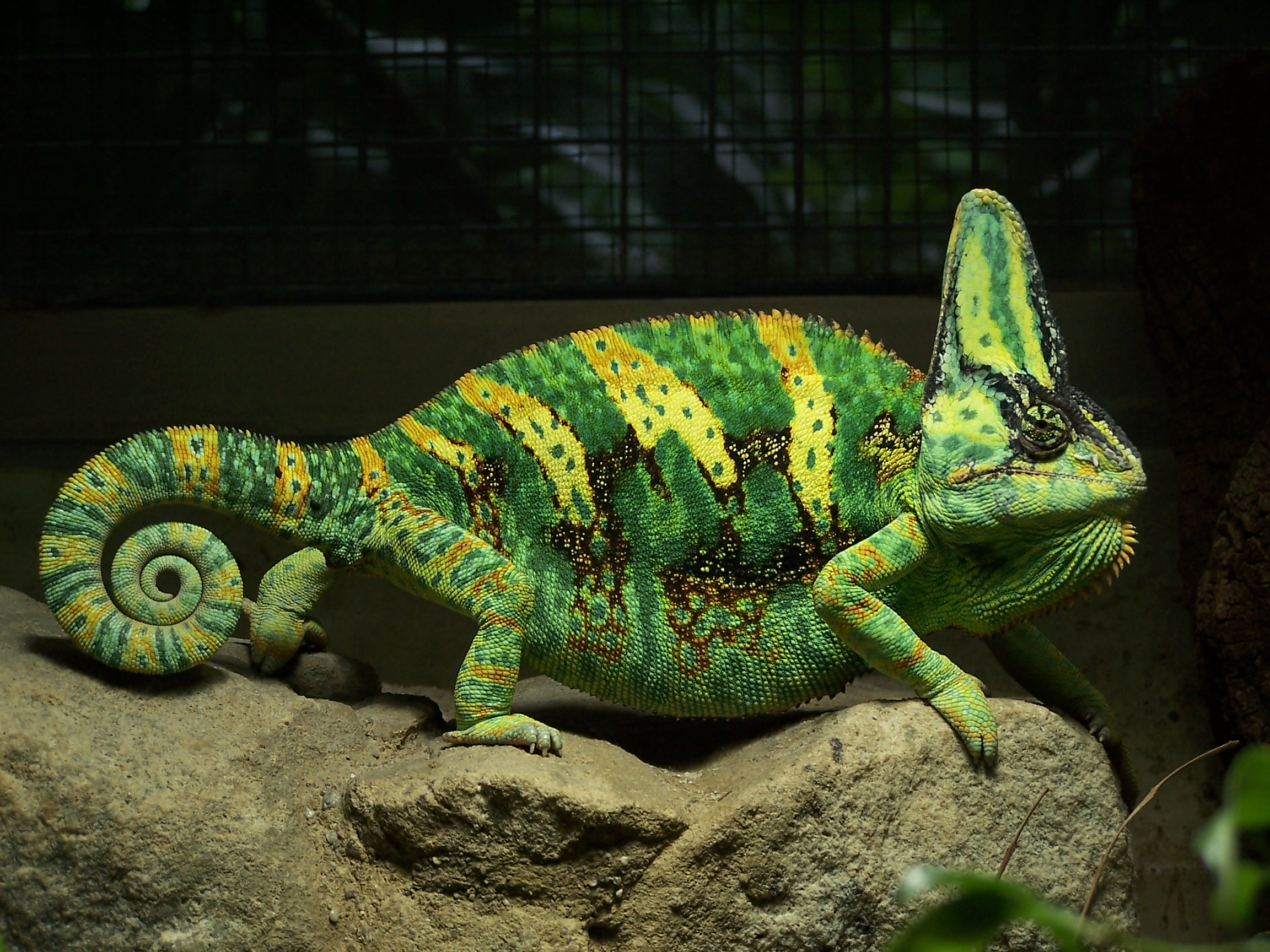
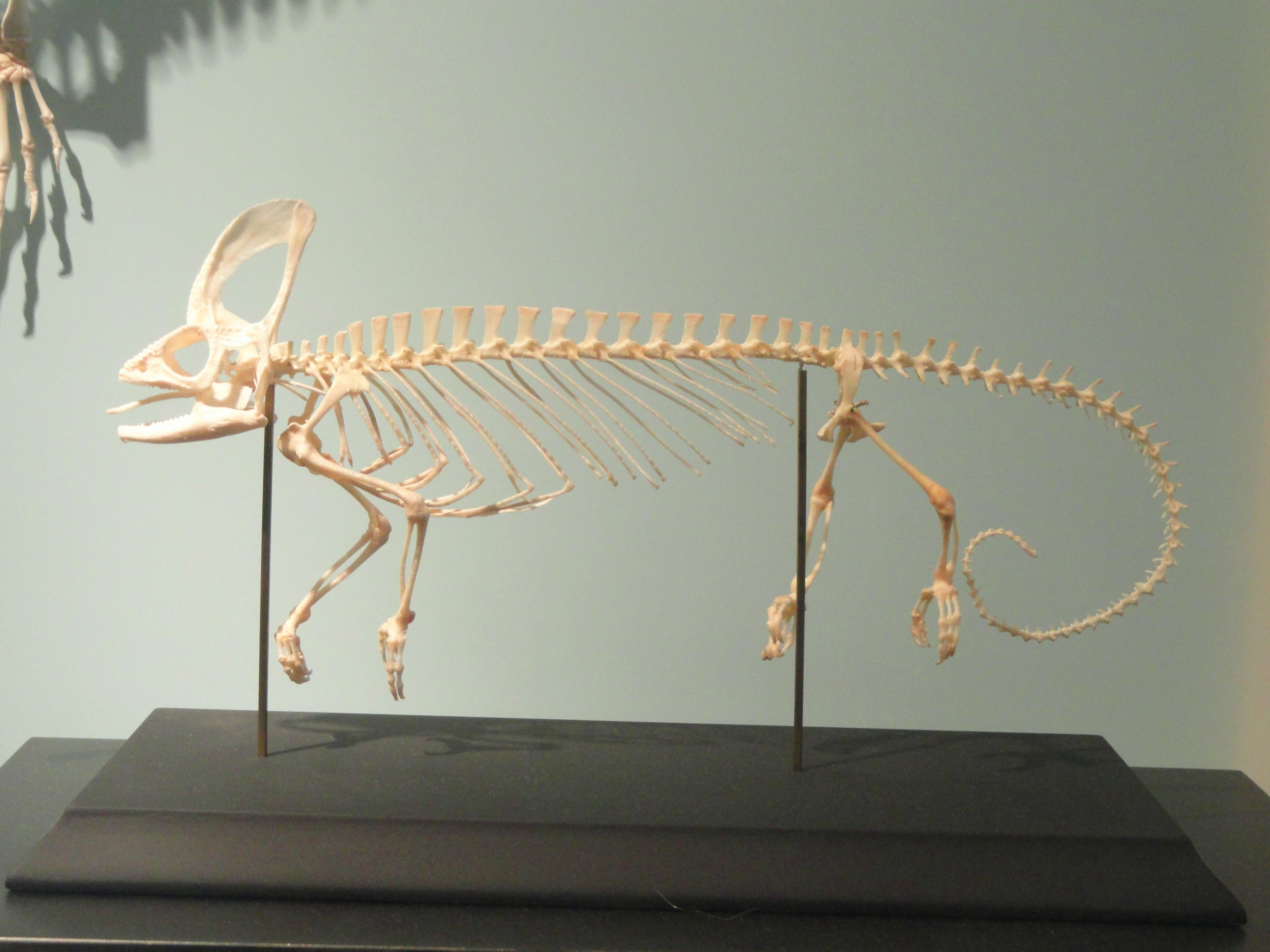
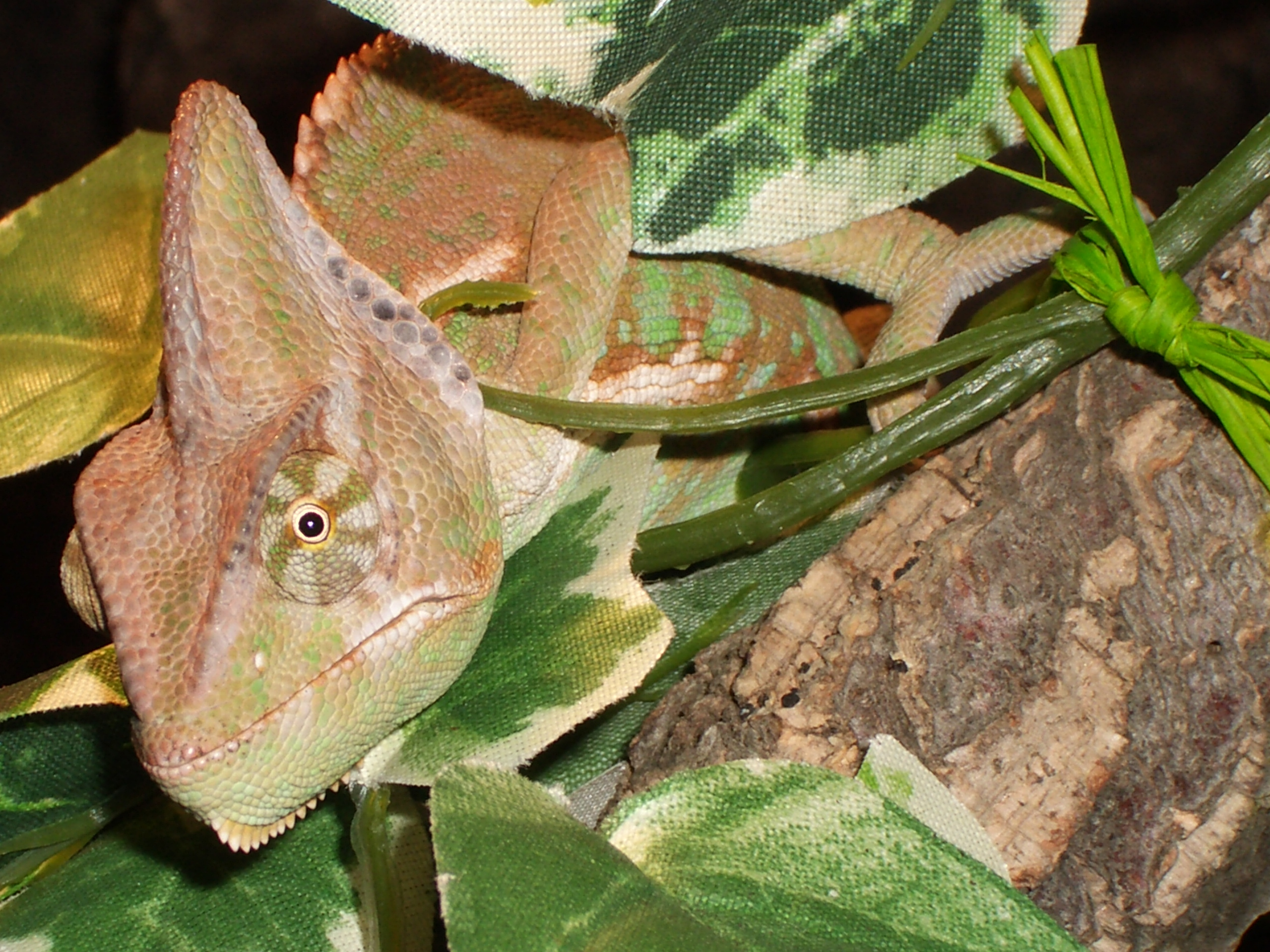